# Cinnamomum cassia

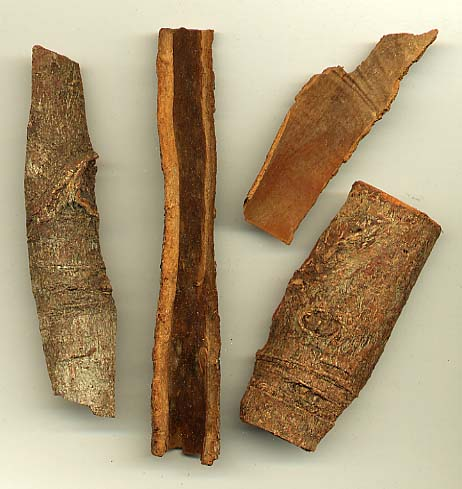
Ritidoma (casca) de Cinnamomum cassia.

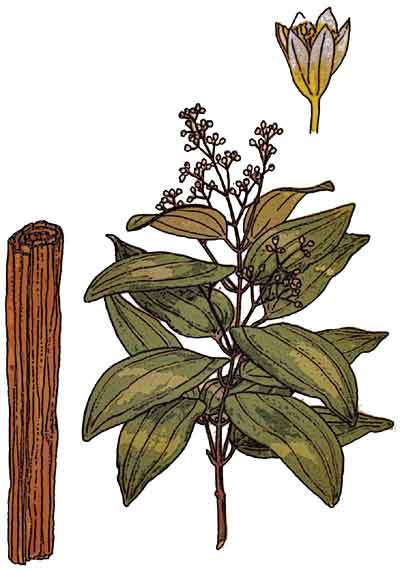
Ilustração mostrando Cinnamomum cassia

Cinnamomum cassia é uma espécie de pequenas árvores (mesofanerófitos) de folha perene da família das Lauraceae, conhecida pelos nomes comuns de caneleira-chinesa, cássia-chinesa ou simplesmente cássia. A espécie é originária do sueste da China (onde é designada em chinês: 肉桂, pinyin: rou gui) e da Indochina, mas na actualidade é amplamente cultivada no sueste da Ásia (Índia, Indonésia, Laos, Malásia, Taiwan, Tailândia e Vietname). Muito semelhante a Cinnamomum verum (a "canela-verdadeira"), é uma das várias espécies do género Cinnamomum usadas para produção de canela a partir da casca aromática dos seus ramos juvenis. Também é fonte de um óleo essencial comercializado para perfumaria e medicina tradicional. Nos Estados Unidos é a espécie mais comummente usada para produção de canela.

## Descrição
A espécie Cinnamomum cassia é uma árvore que cresce até 10-15 metros de altura, com folhas de filotaxia do tipo alterna a sub-oposta ou oposta, coreáceas, de coloração avermelhada quando juvenis, oblongas a lanceoladas, com cerca de 10-15 centímetros de comprimento, com uma longa ponta acuminada.
O ritidoma (casca) é acinzentado externamente, castanho no interior. A casca dos ramos juvenis e as folhas são ricos em compostos aromáticos, com o típico odor a canela.
As flores são brancas, pequenas e unissexuais ou bissexuais, geralmente em panículas axilares. Os frutos são pequenos, carnudas, com cerca de 1 centímetro de comprimento, de coloração arroxeada quando maduros.

## Fitoquímica
O ritidoma dos ramos jovem produz cerca de 2% em peso de óleos essenciais que contêm cerca de 90% de E-cinamaldeído e traços de eugenol. Neste óleo foram descrito diversos diterpenos (cincassiol e cinceilanina). Estão também presentes derivados fenilpropânicos, lignanos furanofurânicos, polissacarídeos, heterosídeos mono e sesquiterpénicos e numerosos derivados flavânicos.
Embora existam fortes variações em função da procedência da amostra, estima-se que C. cassia contenha entre 0,7 e 12,2 g de cumarina por kg de casca pulverizada, o que assume particular relevância dadas as propriedades de hepatotoxicidade e de anticoagulante da cumarina.

## Taxonomia
A primeira descrição científica da espécie foi publicada em 1753, sob o nome (basónimo) Laurus cassia, por Carolus Linnaeus na obra Species Plantarum, 1, p. 369. Em resultado do reconhecimento do género Cinnamomum, a nova combinação Cinnamomum cassia (L.) D.Don foi publicada em 1825 por David Don em Prodromus Florae Nepalensis, p. 67. São sinónimos as combinações Cinnamomum cassia Nees ex Blume 1826, Cinnamomum cassia Siebold 1830, Cinnamomum cassia (L.) J.Presl 1825. Outros sinónimos para Cinnamomum cassia (L.) D.Don são Persea cassia (L.) Spreng. e Cinnamomum aromaticum Nees. Nesse mesmo ano Jan Svatopluk Presl publicou a mesma combinação em O Přirozenosti rostlin, aneb rostlinar 2: 44. 1825. A espécie continua a ser frequentemente designada pelo sinónimo taxonómico Cinnamomum aromaticum Nees, que apesar de obsoleto é utilizado frequentemente para fins comerciais.
O nome comum "cássia" e o epíteto específico cassia derivam de um antigo nome grego, κασία, kasia, já utilizado por Dioscórides. Este termo grego é provavelmente um empréstimo tomada da língua dos mercadores semitas (antigo hebraico: קציעה qetsiiah) que introduziram o produto no Médio Oriente. Presume-se que esses vocábulos foram adoptados para esta especiaria a partir da sua área de origem, a China. Poderá ser uma ligação com os povos austroasiáticos de Khasi, que na actualidade têm apenas uma pequena área de povoamento no estado de Meghalaya (nordeste da Índia) e no Bangladesh, mas que anteriormente povoaram uma região bem mais vasta, que ida de Assam à actual Birmânia. Os povos Khasi podem ter tido um papel importante no comércio da cássia na antiguidade. O termo pode também ter origem na palavra sumeriana gazi (em acadiano: kasû), termo que refere especiarias cuja tradução pode ser canela, alcaçuz ou mostarda.
A etimologia do nome genérico Cinnamomum provém do grego clássico kinnamon ou kinnamomon, que significa madeira doce. Este vocábulo grego provavelmente provém do idioma hebraico quinamom, o qual terá origem numa versão anterior do termo kayumanis, que nas línguas da Malásia e Indonésia também significa "madeira doce".
A espécie apresenta larga sinonímia, a qual inclui:
- Camphorina cassia (Nees & T.Nees) Farw.
- Cinnamomum aromaticum Nees
- Cinnamomum longifolium Lukman.
- Cinnamomum medium Lukman.
- Cinnamomum nitidum Hook.
- Laurus cassia L.
- Laurus malabathrum Reinw. ex Nees
- Persea cassia (L.) Spreng.

## Etnobotânica
Os nomes "canela" e "cássia" causam confusão considerável, pois ambos foram historicamente e, amiúde ainda são, usados sem distinção. Nos Estados Unidos, a especiaria vem da casca seca de uma das espécies chamadas de "canela", sem distinção entre todas espécies. Além de que o nome "canela" pode também se referir à especiaria da casca aromática de uma espécie não aparentada, a Canella winterana da família Canellaceae. Em outras línguas europeias existem múltiplos nomes, sendo contudo frequente a confusão com a canela.
A cássia, e outras formas de canela, foram usadas desde tempos muito antigos pelo seu sabor doce e ligeiramente picante. É amplamente utilizado na culinária, em diversas receitas como assados, pudins e sobremesas. A produção estimada de todas formas de canela foi de 155 mil toneladas métricas, colhidas de 186 mil hectares. A China, a Indonésia, o Sri Lanka e o Vietname correspondem conjuntamente a cerca de 98% da produção mundial de canela e seus derivados.
A cássia, denominada em mandarim ròu gùi; 肉桂, é cultivada principalmente no sul das províncias de Guangxi, Guangdong e Yunnan. É considerada uma das 50 ervas medicinais chinesas fundamentais na medicina tradicional chinesa.
A especiaria é obtida da remoção da casca da árvore, sendo que a casca interna é raspada, seca e moída. Os botões também são usados como especiaria. Fortemente aromático, doce e quente, mas também um pouco amargo e viscoso, o sabor quando comparado com a canela-do-ceilão não tem a mesma "vivacidade".
A casca seca é também usada em medicina tradicional como simples, designado, entre outros nomes, por Cinnamomi Cassiae Cortex, cassia lignea, cassiae cortex e ramulus cinnamomi. A casca seca quando reduzida a um pó fino é comercializada em farmácia ctradicional como Cinnamomi cassiae corticis pulvis. Estas drogas destinam-se principalmente a promover a motilidade, ser usada como antibacteriano, como fungistático e para reduzir o teor de lípidos e açúcares no sangue. É utilizado para combater a perda de apetite, os problemas digestivos, flatulência e como corrector do sabor em medicamentos. existem indicações de que poderá ser útil no controlo de diabetes.
A partir das folhas e dos resíduos da casca é obtido por destilação a vapor um óleo que é tradicionalmente comercializado como «oleum cinnamomi» ou, mais recentemente, «óleo de canela chinesa». A madeira é inodora e pode ser usada como lenha.
O pau-de-canela obtida da casca desta espécie (por vezes designada por xylocassia) é mais grosseira que o de canela-do-ceilão (obtida de Cinnamomum verum). Tende a enrolar ao contrário, formando dois rolos cilíndricos paralelos.
Na medicina tradicional chinesa usa-se a casca (gui-pi) para actuar nos meridianos do coração, fígado, baço e rins. É utilizada para dores digestivos devidas a frio ou a má digestão, dores menstruais, dor lombar e artrite produzida pelo frio. Não deve ser usada quando há insuficiência evidente de yin ou calor. Também se usa a folhagem (gui-zhi) para actuar nos meridianos do coração, pulmão e bexiga. Abre os poros para a sudorese, sendo boa nos resfriados, torcicolo e dor muscular, dor peitoral e palpitações, artrites e dor das articulações. Não deve ser usada quando há febre ou calor.
Devido ao seu elevado teor em cumarina, que pode ocasionar danos à saúde em grandes quantidades, a agência de saúde alemã (Bundesinstitut für Risikobewertung ou BfR) fez um aviso sobre o consumo excessivo do produto. Outras possíveis toxinas encontradas na casca e no pó são o cinamaldeído e o estireno. O uso de cápsulas contendo o produto para controlo de diabetes também pode ter igual risco.